# Drugi gabinet Roberta Menziesa
Drugi gabinet Roberta Menziesa (ang. Second Menzies Ministry) – dwudziesty siódmy gabinet federalny Australii, urzędujący od 14 marca do 28 października 1940 roku. Był czwartym i ostatnim gabinetem powołanym w czasie kadencji Izby Reprezentantów rozpoczętej w listopadzie 1937.  

## Powołanie
Kiedy pod koniec kwietnia 1939 Robert Menzies został nowym premierem Australii i zarazem liderem Partii Zjednoczonej Australii (UAP) na miejsce zmarłego trzy tygodnie wcześniej Josepha Lyonsa, lider drugiego ugrupowania dotychczasowej koalicji rządowej, Earle Page, odmówił w imieniu swojej Partii Wiejskiej (CP) udziału w rządzie Menziesa, co wynikało z osobistych animozji między oboma tymi politykami. W efekcie UAP sformowała pierwszy gabinet Roberta Menziesa sama. Większość parlamentarzystów CP przyjęła znalezienie się poza rządem z niezadowoleniem, które znalazło swój wyraz w odwołaniu Page'a z funkcji lidera. Jego następca Archie Cameron podjął rozmowy z UAP na temat odnowienia koalicji. W drugim gabinecie Menziesa ponownie spotkali się politycy obu partii. 

## Dymisja
Gabinet działał do wyborów w 1940, które zakończyły się patowym rezultatem. Robert Menzies powołał swój trzeci gabinet, jednak miał on charakter mniejszościowy i opierał się na poparciu dwóch deputowanych niezależnych, będących języczkiem u wagi w parlamentarnej arytmetyce.

## Skład
| stanowisko                                                      | członek gabinetu  | partia | od               | do                   |
| --------------------------------------------------------------- | ----------------- | ------ | ---------------- | -------------------- |
| premier                                                         | Robert Menzies    | UAP    | 14 marca 1940    | 28 października 1940 |
| minister ds. koordynacji obronnej                               | Robert Menzies    | UAP    | 14 marca 1940    | 28 października 1940 |
| minister informacji                                             | Robert Menzies    | UAP    | 14 marca 1940    | 28 października 1940 |
| minister ds. amunicji                                           | Robert Menzies    | UAP    | 11 czerwca 1940  | 28 października 1940 |
| minister gospodarki                                             | Archie Cameron    | CP     | 14 marca 1940    | 28 października 1940 |
| minister marynarki wojennej                                     | Archie Cameron    | CP     | 14 marca 1940    | 28 października 1940 |
| minister skarbu                                                 | Percy Spender     | UAP    | 14 marca 1940    | 28 października 1940 |
| minister spraw zagranicznych                                    | John McEwen       | CP     | 14 marca 1940    | 28 października 1940 |
| prokurator generalny                                            | Billy Hughes      | UAP    | 14 marca 1940    | 28 października 1940 |
| minister przemysłu                                              | Billy Hughes      | UAP    | 14 marca 1940    | 28 października 1940 |
| minister wojsk lądowych                                         | Geoffrey Street   | UAP    | 14 marca 1940    | 13 sierpnia 1940     |
| minister wojsk lądowych                                         | Philip McBride    | UAP    | 14 sierpnia 1940 | 28 października 1940 |
| minister ds. repatriacji                                        | Geoffrey Street   | UAP    | 14 marca 1940    | 13 sierpnia 1940     |
| minister ds. repatriacji                                        | Philip McBride    | UAP    | 14 sierpnia 1940 | 28 października 1940 |
| wiceprzewodniczący Federalnej Rady Wykonawczej                  | Henry Gullett     | UAP    | 14 marca 1940    | 13 sierpnia 1940     |
| wiceprzewodniczący Federalnej Rady Wykonawczej                  | Herbert Collett   | UAP    | 14 sierpnia 1940 | 28 października 1940 |
| minister badań naukowych i przemysłowych                        | Henry Gullet      | UAP    | 14 marca 1940    | 13 sierpnia 1940     |
| minister badań naukowych i przemysłowych                        | Herbert Collett   | UAP    | 14 sierpnia 1940 | 28 października 1940 |
| minister poczty                                                 | Harold Thorby     | CP     | 14 marca 1940    | 28 października 1940 |
| minister zdrowia                                                | Harold Thorby     | CP     | 14 marca 1940    | 28 października 1940 |
| minister handlu i ceł                                           | George McLeay     | UAP    | 14 marca 1940    | 28 października 1940 |
| minister lotnictwa cywilnego                                    | James Fairbairn   | UAP    | 14 marca 1940    | 13 sierpnia 1940     |
| minister lotnictwa cywilnego                                    | Arthur Fadden     | CP     | 14 sierpnia 1940 | 28 października 1940 |
| minister sił powietrznych                                       | James Fairbairn   | UAP    | 14 marca 1940    | 13 sierpnia 1940     |
| minister sił powietrznych                                       | Arthur Fadden     | CP     | 14 sierpnia 1940 | 28 października 1940 |
| minister służb społecznych                                      | Frederick Stewart | UAP    | 14 marca 1940    | 28 października 1940 |
| minister zaopatrzenia i rozwoju                                 | Frederick Stewart | UAP    | 14 marca 1940    | 28 października 1940 |
| minister bez teki wspierający ministra ds. repatriacji          | Herbert Collett   | UAP    | 14 marca 1940    | 14 sierpnia 1940     |
| minister bez teki zarządzający programem mieszkań dla weteranów | Herbert Collett   | UAP    | 14 marca 1940    | 14 sierpnia 1940     |
| minister zarządzający programem mieszkań dla weteranów          | Herbert Collett   | UAP    | 14 sierpnia 1940 | 28 października 1940 |
| minister bez teki wspierający ministra gospodarki               | Philip McBride    | UAP    | 14 marca 1940    | 14 sierpnia 1940     |
| minister bez teki wspierający ministra skarbu                   | Arthur Fadden     | CP     | 14 marca 1940    | 14 sierpnia 1940     |
| wiceminister skarbu (w randze członka gabinetu)                 | Arthur Fadden     | CP     | 14 sierpnia 1940 | 28 października 1940 |
| minister bez teki wspierający ministra zaopatrzenia i rozwoju   | Arthur Fadden     | CP     | 14 marca 1940    | 28 października 1940 |
| minister bez teki zarządzający terytoriami zewnętrznymi         | Horace Nock       | CP     | 14 marca 1940    | 28 października 1940 |
| minister bez teki wspierający premiera                          | Horace Nock       | CP     | 14 marca 1940    | 28 października 1940 |
| minister bez teki wspierający ministra spraw wewnętrznych       | Horace Nock       | CP     | 14 marca 1940    | 28 października 1940 |